# Collegio di East Grinstead and Uckfield
East Grinstead and Uckfield è un collegio elettorale situato nel Sussex, nel Sud Est dell'Inghilterra, e rappresentato alla Camera dei Comuni del Parlamento del Regno Unito. Elegge un membro del Parlamento con il sistema first-past-the-post, ossia maggioritario a turno unico; l'attuale parlamentare è Mims Davies del Partito Conservatore, che rappresenta il collegio dal 2024.

## Estensione
Il collegio è costituito dai seguenti ward dell'East Sussex e West Sussex:
- nel distretto di Lewes: Chailey, Barcombe and Hamsey, Newick e Wivelsfield;
- nel distretto di Mid Sussex: Ardingly, Balcombe and Turners Hill, Ashurst Wood and East Grinstead South, Copthorne and Worth, Crawley Down, East Grinstead Ashplats, East Grinstead Baldwins, East Grinstead Herontye, East Grinstead Imberhorne, East Grinstead Town, Handcross and Pease Pottage e Lindfield Rural and High Weald;
- nel distretto di Wealden: Buxted, Danehill and Fletching, Forest Row, Maresfield, Uckfield East, Uckfield New Town, Uckfield North e Uckfield Ridgewood and Little Horsted.[1]

Comprende le seguenti aree:
- le parti settentrionali del distretto di Mid Sussex, con la città di East Grinstead, che proviene dal collegio di Horsham e da quello di Mid Sussex;
- le parti occidentali del distretto di Wealden, con la città di Uckfield, che proviene dal collegio di Wealden, rinominato in Sussex Weald;
- una piccola area rurale del distretto di Lewes, che proviene dal collegio di Lewes.

## Membri del parlamento
| Elezione | Elezione | Deputato    | Partito      |
| -------- | -------- | ----------- | ------------ |
|          | 2024     | Mims Davies | Conservatore |

## Risultati elettorali

### Elezioni negli anni 2020
| Partito                    | Partito                                         | Candidato                  | Risultati 4 luglio 2024 | Risultati 4 luglio 2024 |
| Partito                    | Partito                                         | Candidato                  | Voti                    | %                       |
| -------------------------- | ----------------------------------------------- | -------------------------- | ----------------------- | ----------------------- |
|                            | Conservatore                                    | Mims Davies                | 19 319                  | 38,34                   |
|                            | Lib Dem                                         | Benedict Dempsey           | 10 839                  | 21,51                   |
|                            | Laburista                                       | Ben Cox                    | 10 440                  | 20,72                   |
|                            | Verde                                           | Christina Coleman          | 5 277                   | 10,47                   |
|                            | Indipendente                                    | Ian Gibson                 | 2 482                   | 4,93                    |
|                            | Democratici Inglesi                             | William Highton            | 2 036                   | 4,04                    |
|                            |                                                 |                            |                         |                         |
| Iscritti                   | Iscritti                                        | Iscritti                   | 75 385                  | 100,00                  |
| ↳ Votanti (% su iscritti)  | ↳ Votanti (% su iscritti)                       | ↳ Votanti (% su iscritti)  | 50 393                  | 66,85                   |
| ↳ Astenuti (% su iscritti) | ↳ Astenuti (% su iscritti)                      | ↳ Astenuti (% su iscritti) | 24 992                  | 33,15                   |
|                            |                                                 |                            |                         |                         |
|                            | Esito: collegio a Conservatore (nuovo collegio) |                            |                         |                         |